# Uretra spugnosa
L'uretra spugnosa o spongiosa, detta anche uretra peniena, lacunosa o cavernosa, è il tratto più distale dell'uretra maschile, che decorre all'interno del pene nella sua interezza, attraversandone sia la metà ventrale sia quella dorsale. Lunga 15 - 25 cm a riposo, viene suddivisa in due porzioni: l'uretra mediana o perineale, corrispondente all'uretra bulbare, e l'uretra distale, anterograda o anteriore, divisa in uretra pendula e navicolare.
Nel suo complesso si estende dal bulbo uretrale del perineo fino al meato uretrale esterno, ed è interamente circondata dal corpo uretrale (costituito dalla zona dei dotti parauretrali, dai corpi cavernosi e dal corpo spugnoso uretrale). È caratterizzata dalla presenza di innumerevoli recessi, le lacune uretrali di Morgagni, che ospitano migliaia di piccole ghiandole uretrali e periuretrali, con funzione lubrificante, antibatterica e nel campo della pre-eiaculazione. Alcune importanti strutture di questo segmento sono l'ampolla uretrale, la fossa del bulbo, la fossa navicolare, le creste uretrali, i seni uretrali di Morgagni, la Lacuna magna, la valvola uretrale di Guérin, le ghiandole di Morgagni e parameatali, e infine tutte le ghiandole bulbouretrali.
Nell'uretra dei ruminanti e di altri mammiferi, l'uretra navicolare e il corpo spugnoso proseguono per alcuni cm all'esterno, formando una struttura nota come processo uretrale, mentre la valvola di Guérin è sostituita dal seno o diverticolo uretrale.

## Nomi
Nei manuali, l'uretra spugnosa viene anche chiamata con i seguenti nomi: uretra lacunosa, lacunare, cavernosa, criptica, peniena, penile, pendula, pendulosa, fallica, spongiosa, spongiforme.
Considerando invece la classificazione più comune dell'uretra, viene identificata con la porzione chiamata uretra distale, anteriore o anterograda.

## Anatomia

### Descrizione e classificazione
L'uretra spugnosa è la seconda parte dell'uretra maschile, corrispondente alla porzione definita come uretra distale o anteriore. Ha origine presso il bulbo dell'uretra e si estende fino al meato uretrale esterno, ove l'urina e le secrezioni vengono espulse dal corpo. Questa porzione passa attraverso la totalità del pene, attraversando sia la sezione ventrale (cioè la metà fissa e interna del pene) sia la sezione dorsale (ovvero la parte esterna e libera nel movimento); è circondata e sostenuta dalla struttura nota come corpo uretrale, che comprende in sé la regione dei dotti parauretrali, i due corpi cavernosi e il corpo spugnoso, o spugna uretrale maschile. La presenza del corpo uretrale non solo permette l'erezione e sostiene la struttura del pene, ma comprime l'uretra per evitare che la minzione possa avvenire nella fase di eccitazione. In stato di riposo, con il pene flaccido, l'uretra spugnosa designa una cospicua curva assimilabile ad una S (conoide); il raggio della curva si riduce durante l'erezione, che allunga e distende l'intera uretra spugnosa in modo notevole. La prima metà di questo tratto uretrale (uretra bulbare) è interamente pelvica e decorre nel perineo; la seconda metà (uretra pendula e navicolare) è invece esterna in tutto il suo decorso.
L'intera uretra spugnosa ha origine dalla parte fallica del seno urogenitale, che contribuisce inoltre a formare parte dei corpi cavernosi e spugnosi, nonché il vestibolo uretrale nel glande; nelle femmine compone invece la vulva. La porzione di seno urogenitale che contribuisce a formare i corpi uretrali è detta stele o placca uretrale. Questo tratto di canale viene ulteriormente diviso in tre segmenti: uretra bulbare (nel pene ventrale, corrispondente all'uretra mediana), uretra pendula (nel pene dorsale) e uretra navicolare (nel glande). Il diametro e l'elasticità di ciascun segmento sono omogenei e generalmente comparabili, escludendo le zone che presentano fosse e recessi di profondità rilevante; è invece soggetta a variazioni la composizione tissutale.
Come ogni altro segmento, l'uretra spugnosa contiene ed è circondata da un complesso labirintico di ghiandole uretrali e parauretrali, il cui numero complessivo ammonta a diverse migliaia; inoltre include minuscole creste uretrali, tra cui spicca la cresta del bulbo. Ai lati dell'ampolla uretrale sboccano i dotti pre-eiaculatori provenienti dalle ghiandole di Cowper: le due strutture più prominenti, dette ghiandole bulbouretrali, si trovano su entrambi i lati del bulbo membranoso; le due strutture minori, dette ghiandole diaframmatiche, sono invece collocate nello sfintere uretrale esterno presso l'uretra membranosa, ma riversano il proprio secreto nell'uretra bulbare. Le altre ghiandole e i dotti principali di questo segmento sono costituiti dalle ghiandole di Littré, intraepiteliali, bulbomembranose, otricolari bulbari, di Tyson, di Morgagni e parameatali; sono per gran parte avvolte da tessuto spugnoso uretrale.
In genere si tende a suddividere l'uretra spugnosa in due porzioni principali:
- Uretra perineale o ventrale o mediana od intermedia: la porzione che attraversa la metà ventrale del pene; corrisponde perfettamente all'uretra bulbare ed è contenuta nel perineo. Lunga in media 10 cm a riposo,[28][49][50][51][52] il suo decorso designa una semiconoide in condizioni di riposo[10][11][38][12]
- Uretra distale o dorsale od anteriore od anterograda od esterna: la porzione esterna e visibile del canale, interamente compresa nella metà dorsale del pene.[53][54][38] Lunga in media 10 cm a riposo,[55][56][33][30] accorpa in sé l'uretra pendula e l'uretra navicolare, estendendosi fino al meato uretrale.[57][30][33][58]

Alcuni manuali, pur mantenendo questa suddivisione, parlano di uretra spugnosa prossimale (l'uretra mediana) e uretra spugnosa distale (l'uretra anterograda).
Esiste anche una classificazione molto più complessa dell'uretra spongiosa, basata su quali sezioni del pene attraversa. Risulta particolarmente utile nello studio dei casi di ipospadia ed epispadia. Designa i seguenti tratti:
- Uretra perineale o ampollare: il tratto di uretra bulbare che attraversa l'ampolla uretrale; misura circa 3,8 - 5,1 cm e riceve i numerosi dotti di Cowper.
- Uretra scrotale: la sezione di uretra bulbare che si spinge fino alla base dell'angolo peno-scrotale, decorrendo nascosta dallo scroto; misura circa 5 cm (4 - 6 cm).
- Uretra penoscrotale: l'ultimo, breve tratto di uretra bulbare, che termina nel il punto in cui il pene fuoriesce all'esterno del corpo; misura circa 1 cm.
- Uretra mediopeniena: corrisponde alla maggior parte dell'uretra pendula, essendo compresa tra l'uretra peniena prossimale (bulbare) e la porzione più distale (navicolare); misura circa 6 cm ed è omogenea.
- Uretra subcoronale: il breve tratto di uretra pendula che precede la corona del glande; misura circa 1 cm.
- Uretra coronale: il brevissimo tratto di uretra navicolare che decorre entro la corona del glande; misura pochi mm.
- Uretra navicolare: la sezione di uretra che attraversa la fossa navicolare dell'uretra, decorrendo nella fossa centrale del glande; misura circa 2,5 cm (1,7 - 5 cm).
- Uretra vestibolare: la sezione di uretra navicolare che perfora il vestibolo uretrale, la breve regione che segue la fossa navicolare; misura circa 0,5 - 1 cm.
- Uretra meatale: il tratto terminale dell'uretra navicolare, che fuoriesce dal meato uretrale esterno con lieve rotazione levogira; misura pochi mm.
- Processo uretrale o decorso uretrale o punta della spugna uretrale o fine - termine distale della spugna uretrale: l'ultimo segmento dell'uretra, che decorre esternamente al corpo del pene per circa 2 - 8 cm, rastremando rapidamente. È presente solo nell'uretra dei ruminanti e di alcuni mammiferi.

### Dimensioni

#### Lunghezza a riposo
La lunghezza dell'uretra spugnosa a riposo non è univoca nell'adulto, al contrario mostra variazioni molto ampie, che dipendono da vari fattori: anzitutto le dimensioni del pene. Gli strumenti utilizzati per indagare su questo dato sono la sonografia, l'uretrografia e infine misurazioni dirette; è tuttavia necessario che le analisi vengano condotte in completa assenza di erezione (pene flaccido) e a vescica vuota, poiché entrambe queste condizioni vanno ad allungare notevolmente il canale, falsando l'esito. L'estensione di questo segmento non sembra cambiare con l'età, mentre la lunghezza complessiva dell'uretra (che dipende dal volume prostatico) raggiunge l'apice di norma sopra i 65 anni.
In generale, le misurazioni effettuate mostrano che la lunghezza dell'uretra spugnosa varia liberamente tra i 15 cm e i 25 cm, mentre altre indagini propongono 18 - 25 cm. Non è semplice stabilire un dato medio, tuttavia numerosi studi considerano una lunghezza media pari a 20 cm, divisa esattamente a metà fra uretra mediana (bulbare) e distale, che misurano entrambe circa 10 cm. Altri studi, effettuati su centinaia di volontari, mostrano stime simili, individuando che buona parte dei dati si dispone nell'intervallo simmetrico di 18 - 22 cm, oppure 17 - 20 cm, e più sporadicamente fuori da questo range. Questi risultati confermano le stime teoriche, che ipotizzavano un range dell'ordine di 18 - 25 cm. Occorre specificare che, nella grande maggioranza dei casi, l'uretra mediana (bulbare) e l'uretra distale hanno la stessa lunghezza, dal momento che la metà ventrale del pene dovrebbe corrispondere simmetricamente alla metà dorsale. Tuttavia, in alcuni individui è possibile che l'uretra bulbare superi in lunghezza quella distale o, più raramente, che l'uretra distale sia il tratto più lungo; la misura di entrambe è infatti stimata a 10 cm ciascuna, ma di fatto varia tra i 7 cm e i 15 cm.
Non sembra esserci una particolare dipendenza tra la lunghezza dell'uretra peniena e caratteristiche quali altezza, massa, indice di massa corporea. Questo vale anche per l'allungamento uretrale dovuto al fenomeno dell'erezione.

#### Elasticità longitudinale
Come detto in precedenza, l'uretra spugnosa possiede una notevole elasticità longitudinale, che consente un allungamento importante senza il rischio di rotture e senza particolari dolori, anche in caso di importanti trazioni meccaniche. Queste variabili vengono sempre scartate durante le misurazioni, che sono effettuate in condizioni di totale riposo. In particolare, l'uretra peniena si estende in corrispondenza delle seguenti condizioni:
- Il fenomeno dell'erezione distende notevolmente l'uretra spugnosa nella sua totalità, a causa del rigonfiamento dei corpi cavernosi e del corpo spugnoso. In genere l'allungamento ammonta a 5 - 10 cm durante il culmine, con un range medio di 6,7 - 7,2 cm,[76][77][78][79] ma in alcuni individui può essere molto minore o viceversa molto maggiore.[62][73][80][81]

Come si può notare da questi dati, l'uretra maschile in generale può essere sottoposta a trazioni molto importanti senza particolari rischi o dolori (ma solo in senso longitudinale), consentendo allungamenti inaspettati. Il comportamento varia, comunque, da persona a persona.

#### Diametro e pervietà del lume
L'uretra spugnosa è ristretta e scarsamente dilatabile; con buona approssimazione presenta lo stesso diametro in tutto il suo decorso, escludendo alcuni punti di allargamento (fosse e recessi) o restringimento (il meato uretrale esterno). Il diametro medio ammonta in genere a 6 mm, ma in alcuni individui può raggiungere anche i 7 mm, soprattutto a livello dell'uretra bulbare (benché di norma non sussista una particolare differenza tra un segmento e l'altro). L'elasticità latitudinale, ovvero la possibilità di allargamento, è molto scarsa, a differenza di quella longitudinale che è soggetta al fenomeno dell'erezione; il lume non può essere dilatato molto oltre il centimetro. Questo tratto di canale è molto più stretto e meno dilatabile dell'uretra prostatica e preprostatica, nonché dell'uretra femminile; tuttavia, risulta più ampia e dilatabile dell'intera uretra membranosa, nonché dell'orifizio uretrale interno.
In situazione di riposo l'uretra lacunosa ha un lume quasi virtuale, apparendo come una fessura nella circostante regione periuretrale; durante l'erezione il lume si distende, divenendo cilindrico, e viene ulteriormente ampliato durante l'emissione della pre-eiaculazione e dell'eiaculazione. La presenza delle innumerevoli lacune uretrali, che ospitano migliaia di piccole ghiandole uretrali e periuretrali, contribuisce a rendere sconnesso il lume, benché la dimensione e la profondità delle lacune sia fortemente variabile; lo stesso vale per le fessure note come creste uretrali. Punti di rilevante restringimento sono rappresentati dal primissimo tratto dell'uretra bulbare, che conserva le caratteristiche dell'uretra membranosa (lume di 4 - 5 mm), e dal vestibolo uretrale (che include il meato uretrale esterno, ove il diametro si riduce a solo 5 mm). Punti di cospicuo slargamento sono invece costituiti dal bulbo uretrale (lume di 10 - 14 mm presso la fossa del bulbo uretrale e 10 - 12 mm presso la testa dell'ampolla uretrale), dalla Lacuna magna (8 - 9 mm) e soprattutto dalla fossa navicolare dell'uretra (12 - 14 mm).

#### Nel neonato
Nel neonato l'uretra spugnosa misura già quasi il doppio di quella di una donna adulta, con una media di 5 cm; tuttavia, come mostrato da vari studi ad ampio campionario, i valori possono variare in modo significativo da individuo a individuo, passando da 4 cm a 6,5 cm. Secondo i dati ottenuti da altre indagini, l'uretra peniena si estende gradualmente nel corso di varie fasi della crescita, raggiungendo (in media) i 7 cm entro i 3 anni, i 10 cm entro il periodo prepuberale, i 13 cm a pubertà terminata e infine la lunghezza definitiva tra i 17 e i 19 anni. Alcuni studi più recenti sembrerebbero però suggerire che l'uretra peniena raggiunga lo sviluppo definitivo già prima dei 17 anni, ultimandosi già a 16 anni in buona parte dei casi. Il diametro nel neonato ammonta a circa 4 mm.

### Caratteristiche peculiari

#### Rapporti con il corpo uretrale
L'uretra spongiosa è interamente avvolta da una consistente struttura: il corpo dell'uretra, costituito dal corpo spugnoso uretrale e dai due corpi cavernosi dell'uretra. 
Il corpo spugnoso dell'uretra, chiamato anche corpo spongioso o spugna uretrale maschile (per distinguerlo dal piccolo cuscinetto presente nella donna) è una voluminosa massa di tessuto spugnoso, che circonda l'uretra peniena nella sua interezza come un cavo.